# Зиновьев, Иван Алексеевич (дипломат)
Иван Алексеевич Зиновьев (1835—1917) — русский дипломат и востоковед, действительный тайный советник. Почётный член Петербургской академии наук (1901). Член Государственного совета (1909).

## Биография
Родился в Ярославле 23 июля (4 августа) 1835 года — старший сын профессора А. З. Зиновьева; брат Михаила и Николая Зиновьевых.
По окончании московского Лазаревского института восточных языков, в 1851 году поступил на службу в Московский главный архив министерства иностранных дел, откуда в 1852 году перешёл в департамент внутренних сношений того же министерства. На службе Зиновьев продолжал занятия восточными языками и в 1855 году за сочинение «Эпические сказания Ирана» получил степень магистра восточной словесности в Санкт-Петербургском университете. В своей диссертации он установил, что иранский и индийский эпосы имеют общий источник происхождения — эпосы племён, живших между реками Окс (ныне Амударья) и Инд, а в областях Мидии и Персии произошло лишь оформление иранской народности и языка. Он указывал, что Фирдоуси в своей поэзии «точно следовал подлинным источникам иранских сказаний». 
Занимал разные дипломатические должности на Востоке: в 1856—1859 и 1863—1869 годах находился при российской миссии в Тегеране, консул в Реште (1860—1862), управляющий генеральным консульством в Тавризе (1862—1863). С 1870 года состоял при российском посольстве в Константинополе.  
В 1871 году был назначен дипломатическим агентом при румынском князе Кароле I и представлял Россию в Комиссии по разграничению сфер влияния европейских держав на Дунае. В 1876 году был аккредитован в качестве чрезвычайного посланника и полномочного министра в Персии. Считал присоединение к Российской империи территорий в Средней Азии (вплоть до Афганистана) необходимым для безопасности страны в закаспийских областях и для предотвращения усиления в Средней Азии позиций Великобритании. Во время Закаспийской экспедиции 1880 года Зиновьев консультировал генерала М. Д. Скобелева по политическим вопросам и содействовал в заготовке на территории Персии фуража и продовольствия для русского экспедиционного отряда. Поддержал предложение Скобелева присоединить к России Мервский оазис, жители которого ходатайствовали перед Зиновьевым о переходе в российское подданство (эта инициатива была отклонена во избежание дальнейшего обострения британо-российских противоречий и осложнения отношений с Персией). В декабре 1881 года Зиновьев заключил с персидским правительством Ахалский договор о разграничению, что дало России возможность завершить подчинение туркменских племён и образовать Закаспийскую область. Также в 1881 году он заключил с Персией Тегеранский договор.
В 1883 году занял пост директора Азиатского департамента министерства иностранных дел; 22 июля 1887 года подписал с английским комиссаром протокол по определению северо-западной границы Афганистана (между реками Герируд и Амударья). В 1886 году произошёл разрыв отношений с Болгарией, отравивший отношения двух стран на десять лет вперёд; его главным виновником считали Зиновьева, который поддерживал пропагандировавшуюся М. Н. Катковым (Зиновьев, состоявший с ним в дружеских отношениях, снабжал его дипломатической информацией) и популярную в России идею насильственного отстранения от власти в Болгарии С. Стамболова с помощью пророссийски настроенных болгарских офицеров-эмигрантов, которые находились в Румынии.
В 1891 году Зиновьев, до этого рассматривавшийся как вероятный кандидат на должность товарища (заместителя) министра, был удалён из Петербурга в Стокгольм, получив назначение послом при короле Швеции и Норвегии. На посту посла в Константинополе (с 1897 по 1909 гг.) проводил относительно миролюбивую политику, старался сдерживать сближение султана с германским императором. И хотя Германия заключила с Турцией договор о постройке Багдадской железной дороги, благодаря настойчивости Зиновьева, она прошла не в северной части, а в южной.
Был произведён  2 апреля 1895 года в действительные тайные советники. Не принял Младотурецкую революцию 1908 года и, будучи награждён за свои труды орденом Св. Андрея Первозванного, вернулся в Петербург.

Было не ясно, почему именно потребовалось взятие из Константинополя такого выдающегося и компетентного человека, как бывший посол Зиновьев, и назначение такого — во всех отношениях ниже посредственности, как Чарыков. Тогда говорили, что это произошло от того, что Зиновьев очень стар, хотя Зиновьев в настоящее время состоит членом Государственного Совета и, несмотря на свои преклонные лета, очень бодр.— Витте С. Ю. Царствование Николая II, глава 69 (51) // Воспоминания. — М.: Соцэкгиз, 1960. — Т. 3. — С. 526. — 75 000 экз.

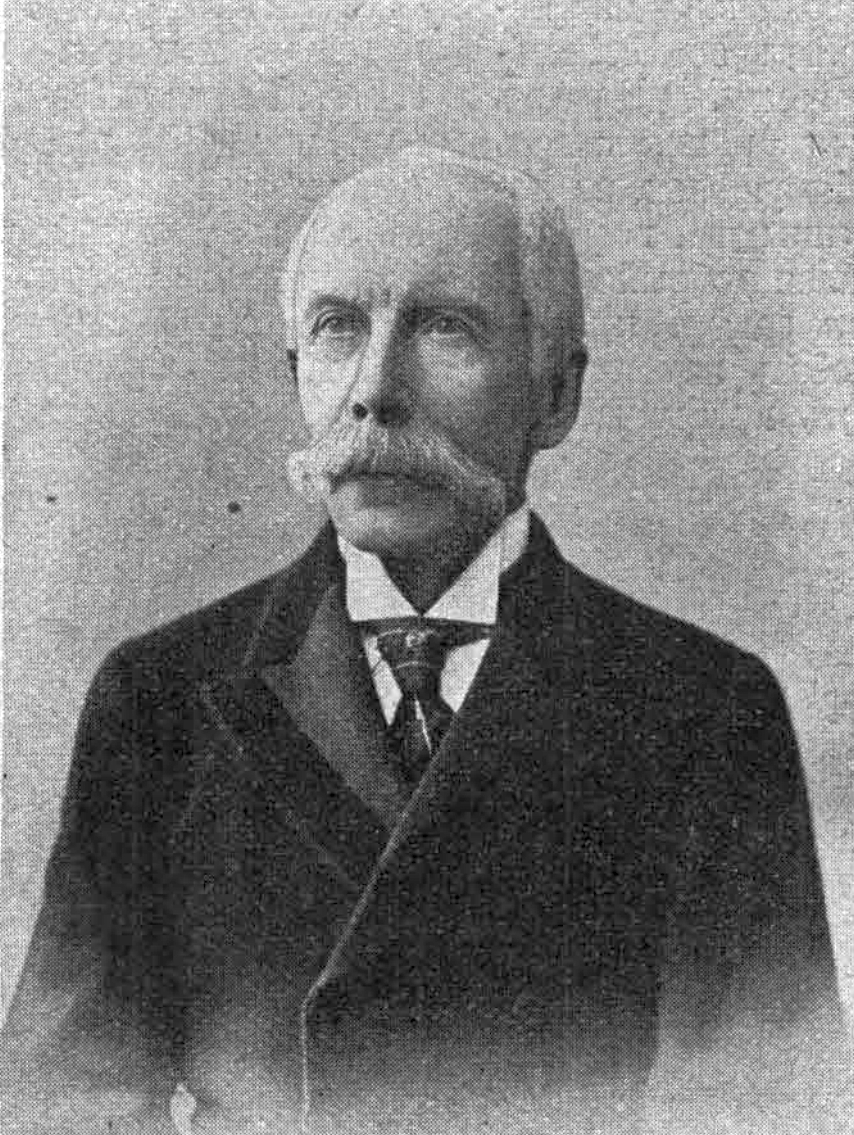
Фотопортрет 1901 года

В декабре 1901 года был избран почётным членом Петербургской академии наук. С 25 мая 1909 года состоял членом Государственного совета (с 1 января 1910 года — присутствующий член), продолжая числиться в дипломатическом ведомстве; будучи больным и с трудом передвигаясь, он посещал министерство и интересовался ходом его дел. 
Умер 4 (17) февраля 1917 года и был похоронен на Красносельском кладбище Алексеевского монастыря в Москве.

## Сочинения
- Афганское разграничение. Переговоры между Россией и Великобританией 1872—1885. — СПб., 1886.
- Россия, Англия и Персия. — СПб.: тип. А. С. Суворина, 1912. — 176 с., 1 л. карт.

## Награды
- Орден Святого Станислава 1-й ст. (1876)
- Орден Святой Анны 1-й ст. (1878)
- Орден Белого орла (1886)
- Орден Святого Александра Невского (1890)
- Бриллиантовые знаки ордена Св. Александра Невского (1899)
- Орден Святого Владимира 1 ст. при Высочайшем Рескрипте (1901)
- Орден Андрея Первозванного при Высочайшем Рескрипте (1909)
- Член Государственного совета (1909)
- Знак отличия беспорочной службы за L лет
- Медаль «В память войны 1853—1856»
- Медаль «За взятие штурмом Геок-Тепе»
- Медаль «В память царствования Императора Николая I»
- Медаль «В память царствования императора Александра III»
- Медаль «В память 300-летия царствования дома Романовых»
- Знак отличия Красного Креста

Иностранные:
- персидский орден Льва и Солнца 2-й ст. со звездой (1864)
- прусский орден Короны 3-й ст. (1868)
- австрийский орден Железной короны 3-й ст. (1870)
- турецкий орден Меджидие 2-й ст. (1871)
- персидский орден Льва и Солнца 1-й ст. (1877)
- портрет шаха персидского, украшенный бриллиантами (1878)
- болгарский орден Святого Александра 1-й ст. (1883)
- черногорский орден Князя Даниила 1-й ст. (1883)
- Крест святого Гроба Господня с частицей Животворящего Древа от иерусалимского патриарха Никодима (1884)
- японский орден Восходящего солнца 1-й ст. (1884)
- Большой крест греческого ордена Спасителя (1889)
- Большой крест шведского ордена Полярной звезды (1889)
- Большой крест нидерландского ордена Нидерландского Льва (1890)
- сербский орден Такова 1-й ст. (1890)
- Большой офицерский крест французского ордена Почётного легиона (1890)
- Большой крест итальянского ордена Короны Италии (1891)
- норвежский орден Святого Олафа 1-й ст. (1898)
- турецкий орден Османие 1-й ст., украшенный бриллиантами (1899)
- турецкий орден Меджидие 1-й ст., украшенный бриллиантами (1899)
- портрет шаха персидского, украшенный бриллиантами (1899)
- болгарский орден «За гражданские заслуги» 1-й ст. (1900)
- турецкий орден Нишан-Ифтикар (1900)
- сербский орден Белого орла 1-й ст. (1901)
- сербский орден Святого Саввы 1-й ст. (1901)
- бухарский орден Короны государства Бухары с бриллиантами (1902)
- сиамский орден Белого слона 1-й ст. (1902)
- Большой крест австрийского ордена Леопольда (1904)
- румынский орден Звезды Румынии 1-1 ст. (1905)
- Большой крест итальянского ордена Святых Маврикия и Лазаря (1909).

## Семья
Был женат на немке Анне Богдановне (ум. 23 июня 1917), вдове С. И. Базилевского (1822—1867) — врача русской духовной миссии в Китае, затем посольства в Персии. По отзыву современника, она была мало похожа на супруга дипломата и служила богатой темой для анекдотов. Их единственный сын умер малолетним. Воспитывал падчерицу Александру Степановну Базилевскую, которая вышла замуж (до 1897 года) за дипломата, статского советника И. Ф. Похитонова (1853—1913), генерального консула России в Тегеране (с 1910).